# Лунатики (мультсериал)
«Лунатики» (англ. Loonatics Unleashed) — анимационный сериал производства американской компании Warner Brothers. В США транслировался на телеканале Kids' WB, в европейских странах — на телеканале Cartoon Network с 17 сентября 2005 года по 12 мая 2007 года.

## Первоначальная идея и дизайн
Сериал основан на персонажах из «Луни Тюнз».
Само название команды «Loonatics» задумано как игра слов благодаря созвучию с заголовком «Looney Tunes».

## Краткий сюжет
В 2772 году на планету Акметрополис упал метеор и сдвинул её с первоначальной оси. Однако планета не разрушилась, а взрывная волна высвободила сверхъестественную космическую энергию, которая наделила некоторых обитателей планеты сверхспособностями.

## Лунатики
Главные персонажи мультсериала — Команда Лунатиков, потомки классических персонажей Луни Тюнз.

### Эйс Банни
Ace Bunny
- Лидер команды
- Потомок Багза Банни.

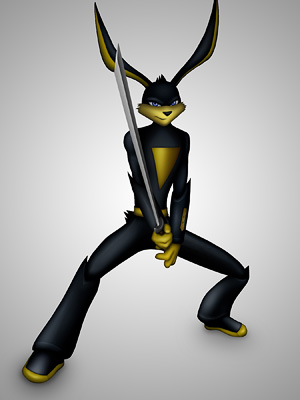
Эйс

Эйс — сообразительный, хваткий и ловкий лидер Лунатиков. Кролик. Носит униформу жёлтого цвета. В бою чаще полагается на рукопашные и фехтовальные навыки, чем на Лазерный взгляд. Эйс — мастер боевых искусств и эксперт по фехтованию. Владеет Волшебным Мечом Силы с планеты Фрилинг, который ему подарила Задавия (начальница и покровитель команды) сразу после того, как образовалась команда Лунатиков (однако он постигает всю мощь меча только во втором сезоне). До того, как у Эйса появились сверхспособности, он работал дублёром на киностудии «АКМЕ».
Эйс любит «поиграть» со своими противниками, так же как и его предок. Тем не менее, когда ситуация обостряется настолько, что ему и его команде грозит реальная опасность, Эйс становится серьёзен и тогда его уже не остановить.
Хорошо относится к Лекси, однако достоверно не известно, являются ли его чувства романтическими или же это лишь проявление теплоты и заботы.
Способности и снаряжение:
- Врождённая способность: Владение боевыми искусствами.
- Основная способность: Лазерный взгляд: Может излучать разрушительный лазер из глаз.
- Улучшенное зрение: Даёт Эйсу возможность видеть в инфракрасном спектре, позволяя ему на взгляд различать тёплые объекты от холодных, а в редких случаях видеть другие объекты сквозь стены.
- Меч Силы (другой перевод — Штурмовой Меч Стража, Guardian Strike Sword): Был дан Эйсу Задавией, основное оружие, используемое им в рукопашном бою. Во втором сезоне был раскрыт полный потенциал меча и он стал способен генерировать мощные заряды энергии.

### Лекси Банни
Lexi Bunny
- Единственная девушка в команде
- Потомок Лолы Банни.

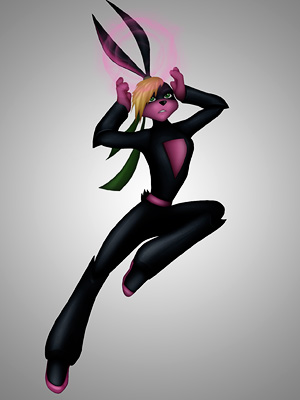
Лекси

Лекси — единственная девушка в команде. Крольчиха. Носит униформу розового цвета . Номер 2 по рангу в команде Лунатиков. До получения сверхспособностей Лекси была студенткой Университета Акметрополиса и пыталась попасть в команду чирлидеров. Однако, капитан, видя в Лекси серьёзного конкурента, отвергает её кандидатуру.
Лекси заботится о своей красоте и моде (в первом эпизоде «Лунатики на Льду», когда Задавия рассказывает им об обрушившемся на город аномальном холоде, Лекси говорит, что свитер полнит её; также в девятом эпизоде второго сезона показывается, что её гардероб скорее всего объёмнее, чем у любого другого члена команды). Ценит свою команду и Эйса в ней как лидера, коллегу и друга. Любит видеоигры.
Способности и снаряжение:
- Врождённая способность: Ловкость и акробатические навыки.
- Основная способность: Мозговые лучи - Стреляет энергетическими зарядами из головы, перед этим концентрируя их в своих ушах. Под водой эта способность работает иначе, порождая мощнейшую энергетическую волну.
- Суперслух: Может подслушивать врагов и слышать всё, что происходит на довольно большом расстоянии.
- Обретённый навык: Управление растениями

### Опасная Утка/Денджер Дак
Danger Duck
- Вредина
- Потомок Даффи Дака.

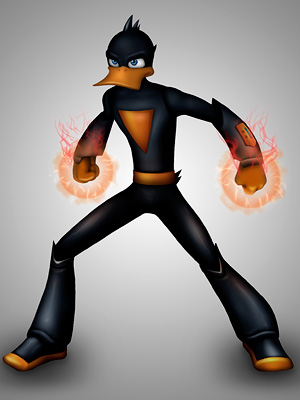
Денджер

Опасная Утка (или просто «Утка») — эгоист, член команды с невыносимым характером. Носит оранжевую униформу. Теоретически, обладает наибольшим разрушительным потенциалом в команде: его силовые сферы, которые он создаёт в руках, могут превращаться в любую существующую субстанцию при столкновении с целью. Также его «аква-сила», открывшаяся во 1-й серии 2-го сезона (отсылка к принадлежности Утки к водоплавающим), в сочетании с мозговой волной Лекси кульминационно спасла положение. Один день Утке даже пришлось встать во главе команды, когда Эйс и Рев потеряли на время свои способности. До того, как Утка получил сверхспособности, он работал чистильщиком бассейнов, мечтая стать спасателем.
Утка часто спорит со своими товарищами по команде. Он очень хвастлив и имеет привычку совершенствовать свой образ — будь то создание нового костюма или позывного. Часто нахален в разговоре с кем-то бы ни было. Однако он — источник большей части юмора в сериале, а в критической ситуации иногда приносит команде существенную пользу, сам того не ожидая.
Способности и снаряжение:
- Врождённая способность: спорить с командой
- Основная способность: Силовые сферы - создание и метание похожих на фаерболлы энергитических шаров, которые при столкновении с целью превращаются в любую материю, от апельсинового сока до взрывчатки. Утка не может контролировать конечный результат.
- Квантовый скачок: Способность к телепортации из одного места в другое. Сам Утка называет это «кряканьем».
- Обретённый навык: Аква-шары - под водой его способность создания силовых сфер работает иначе, что позволяет Утке создавать пропитанные энергией водяные потоки.

### Слэм Тасманиан
Slam Tasmanian
- Сила команды
- Потомок Тасманского дьявола.

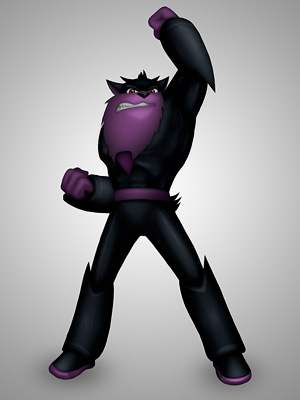
Слэм

Слэм — прожорливый, но мускулистый тяжеловес команды. Тасманский дьявол. Носит униформу фиолетового цвета. Слэм — физическая мощь команды, часто применяет грубую силу, когда это необходимо. Способность создания торнадо помогает ему вращать любые объекты, обороняясь или нападая. До того, как Слэм получил суперсилу, он был профессиональным реслером.
В первом сезоне он вообще не разговаривает, а издаёт только непонятные звуки, однако это не мешает понимать команде, что же он говорит. Во втором сезоне его речь местами стала более разборчивой для зрителя.
Способности и снаряжение:
- Врождённая способность: Большая физическая сила
- Основная способность: Суперсила
- Вращение вихрем
- Создание и управление торнадо

### Тек И. Койот
Tech E. Coyote
- Гений и изобретатель
- Потомок Вайли Койота.

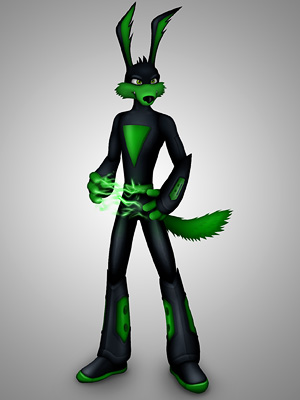
Тек

Тек (англ. tech, technician — «технарь») — техник и мозговой центр команды. Койот. Носит униформу зелёного цвета. Тек — хороший стратег и изобретатель. Обладает способностями к мгновенной регенерации (вселенная сериала по большей части не подвержена «мультяшным законам», герои смертны и уязвимы) и часто по долгу службы принимает на себя такие повреждения, которые запросто могли убить других членов команды (отсылка к предку — Вайли Койоту, который мог быстро восстанавливаться после повреждений в попытках поймать Дорожного бегуна). Его способности также включают технические навыки на пике возможного — благодаря чему Тек и создаёт большинство оборудования и оружия для команды. Обращаясь очень бережно со своими изобретениями, Тек становится очень несчастлив, когда кто-нибудь трогает их без разрешения, или того хуже, ломает. До получения своих суперспособностей Тек заканчивал Институт Акме, где его желание достичь совершенства привело к многочисленным нештатным ситуациям.
Как и его предок, он помешан на различных гаджетах и приспособлениях, нередко получая от них урон. Тек — единственный положительный герой, предок которого был наоборот, отрицательным. Его отношения с Рэвом довольно доброжелательны — можно сказать, что они лучшие друзья, в отличие от их предков, хотя и ссорятся.
Способности и снаряжение:
- Врождённая способность: Высокий интеллект и навык изобретательства
- Основная способность: Магнетизм: Возможность манипулировать металлом.
- Молекулярная регенерация
- Возведение силовых полей

### Рев Раннер
Rev Runner
- Скорость команды
- Потомок Дорожного Бегуна[~ 1] .

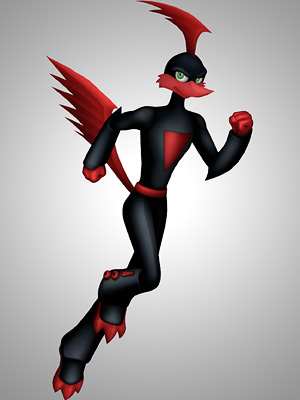
Рев

Быстроговорящий Рев — самый скоростной член команды. Носит униформу красного цвета. Основное применение способностей — быстрая транспортировка стратегически важных лиц и вещей, а также отвлекающие манёвры. Его способность ориентирования на местности («ментальная GPS», возможная отсылка к чувству ориентирования у перелётных птиц) позволяет ему сканировать местность, живые цели или другие объекты. В отличие от своего предка, который мог только издавать звуки «Бип-Бип», Рев — полная противоположность; умеет говорить, и очень-очень быстро, часто мешая всем и раздражая своих товарищей по команде (вплоть до разработки Теком устройств «затыкания клюва»). До получения своих суперсил Рев был доставщиком еды в одном небольшом ресторанчике и изобретателем.
В многих эпизодах, однако, Рев, как и его брат Рип, говорит на «обычной скорости», которая довольно медленна для среднего антропоморфного дорожного бегуна — для сравнения, темп речи и скорость бега его родителей даже на фоне способностей Рева высоки, кроме приторможенных речи и походки его брата («Он так медленно говорит, что я его почти не понимаю…» -Ральф Раннер о Рипе)
На самом деле, Рев очень умён и часто помогает Теку в качестве ассистента при разработке снаряжения, и быстро переводит «на нормальный язык» все его многозначительные термины остальным членам команды. Рев, как правило может решить (или хотя бы понять) проблемы и ситуации, помогая Теку — эксперту в своей области; свою сообразительность Рев объясняет, очевидно, гораздо большей скоростью функционирования мозга.
Фактически, Рев — единственный член команды, у которого нет наступательных способностей, хотя это не мешает ему отвлекать противника, а после заниматься спасением гражданских.
Способности и снаряжение:
- Врождённая способность: Долго и быстро бегать
- Основная способность: Суперскорость
- Ориентирование на местности: Сканирование объектов и людей на большом расстоянии.
- Полёт: Реву не нужен специальный реактивный ранец или «аэроцикл», чтобы летать.

## Голоса
| Персонаж       | Оригинальный голос    |
| -------------- | --------------------- |
| Эйс Банни      | Чарли Шлэттер         |
| Лекси Банни    | Джессика Ди Чикко     |
| Опасная утка   | Джэйсон Мэрдсен       |
| Рев Раннер     | Роб Полсен            |
| Тек И. Койот   | Кевин Майкл Ричардсон |
| Слэм Тасманиан | Кевин Майкл Ричардсон |
| Задавия        | Кэнди Мило            |

- Джейсон Мэрсден — Рапс Оберон
- Кэнди Мило — Генриетта Раннер, Мисти Бриз, Королева Грэнникус
- Роб Полсен — Горлоп, мистер Легхорн

## Список серий
В мультсериале 2 сезона, по 13 эпизодов в каждом.

### Первый сезон
Все главные злодеи — оригинальные персонажи, придуманные специально для сериала.
| #  | Русское название          | Оригинальное название            |
| -- | ------------------------- | -------------------------------- |
| 1  | Лунатики на Льду          | Loonatics on Ice                 |
| 2  | Атака Пушистиков          | Attack Of The Fuzz Balls         |
| 3  | Покров Чёрного Бархата    | The Cloak Of Black Velvet        |
| 4  | Погодные Перевалы         | Weathering Heights               |
| 5  | В Подземелье              | Going Underground                |
| 6  | Второй Удар Кометы        | The Comet Cometh                 |
| 7  | Весь Мир — Мой Цирк       | The World Is My Circus           |
| 8  | Остановите Землю, Я Сойду | Stop The World I Want To Get Off |
| 9  | Сайфер                    | Sypher                           |
| 10 | Угроза Мастер Майнд       | The Menace Of Mastermind         |
| 11 | Раз за Разом              | Time After Time                  |
| 12 | Акмегеддон, часть 1       | Acmegeddon, Part 1               |
| 13 | Акмегеддон, часть 2       | Acmegeddon, Part 2               |

### Второй сезон
Большинство главных злодеев — потомки классических персонажей «Луни Тюнз».
| #       | Русское название               | Оригинальное название                |
| ------- | ------------------------------ | ------------------------------------ |
| 1 (14)  | Секреты Волшебного Меча Силы   | Secrets of the Guardian Strike Sword |
| 2 (15)  | Товарищ в Плену                | A Creep in the Deep                  |
| 3 (16)  | Я — Чемпион                    | I Am Slamacus                        |
| 4 (17)  | Наследник Престола             | The Heir Up There                    |
| 5 (18)  | Семейный Бизнес                | Family Business                      |
| 6 (19)  | Капитан Утка                   | Cape Duck                            |
| 7 (20)  | Охотник                        | The Hunter                           |
| 8 (21)  | Незваные гости из Космоса      | It Came From Outer Space             |
| 9 (22)  | Апокалипсо                     | Apocalypso                           |
| 10 (23) | Пинкстер                       | In the Pinkster                      |
| 11 (24) | Злодей-музыкант                | The Music Villain                    |
| 12 (25) | Падение Планеты Бланк, Часть 1 | The Fall of Blanc, Part 1            |
| 13 (26) | В Поисках Твитамса, Часть 2    | In Search of Tweetums, Part 2        |